# Prison of Desire
Prison of Desire is het debuutalbum van de symfonische metalband After Forever, wat werd uitgebracht op 21 april 2000.
Op het laatste nummer van het album, Beyond Me, is Sharon den Adel (de zangeres van de band Within Temptation) te horen als gastzangeres.
Op dit album is het eerste deel van de liedjesreeks The Embrace that Smothers te horen. De band EPICA bracht het tweede deel van deze reeks ("Adyta (The Neverending Embrace)", "Cry for the Moon", "Façade of Reality" en "Seif al Din") uit op hun eerste album The Phantom Agony en het laatste deel ("La'petach Chatat Rovetz", "Death of a Dream" (met een gastverschijning van Sander Gommans op grunts), "Living a Lie" en "Fools of Damnation") op hun derde album The Divine Conspiracy.

## Tracklist
Alle muziek is geschreven door Mark Jansen, Sander Gommans en Floor Jansen, behalve “Mea Culpa” door Mark Jansen.
| 1.                 | Mea Culpa (The Embrace that Smothers - Prologue)           | Mark Jansen                 | Mark Jansen | 2:00 |
| 2.                 | Leaden Legacy (The Embrace that Smothers - Part I)         | Mark Jansen                 |             | 5:07 |
| 3.                 | Semblance of Confusion                                     | Floor Jansen                |             | 4:09 |
| 4.                 | Black Tomb                                                 | Floor Jansen                |             | 6:29 |
| 5.                 | Follow in the Cry (The Embrace that Smothers - Part II)    | Mark Jansen                 |             | 4:06 |
| 6.                 | Silence from Afar                                          | Mark Jansen                 |             | 5:52 |
| 7.                 | Inimical Chimera                                           | Floor Jansen                |             | 5:00 |
| 8.                 | Tortuous Threnody                                          | Floor Jansen                |             | 6:13 |
| 9.                 | Yield to Temptation (The Embrace that Smothers - Part III) | Mark Jansen                 |             | 5:53 |
| 10.                | Ephemeral                                                  | Mark Jansen                 |             | 3:05 |
| 11.                | Beyond Me (met Sharon den Adel van Within Temptation)      | Floor Jansen en Mark Jansen |             | 6:11 |
| Totale duur: 54:05 |                                                            |                             |             |      |

Bonus Tracks
- Wings of Illusion – 7:26 (Japanse uitgave)
- Leaden Legacy (instrumentale versie) – 5:09 (Limited Edition)
- Silence From Afar (radio edit) - 4:37 (Chileense uitgave)

## Credits
After Forever
- Floor Jansen – zang
- Mark Jansen – gitaar, screams
- Sander Gommans – gitaar, grunts
- Luuk van Gerven – basgitaar
- Jack Driessen – keyboards
- Joep Beckers – drums

Gast-/sessiemuzikanten
- Sharon den Adel (Within Temptation) - zang op "Beyond Me"